# Збірна Греції з бейсболу
Збірна Греції з бейсболу — національна бейсбольна команда Греції, яка представляє країну на міжнародному рівні. Є членом Європейської конфедерації бейсболу. Команда виступала на літніх Олімпійських іграх 2004 і двічі на чемпіонаті Європи (2003 і 2005). На чемпіонаті Європи 2003 збірна Греції здобула срібні медалі.

## Результати
Олімпійські ігри
| - 2004 : 7-е |

Чемпіонат Європи з бейсболу
| - 2003 : 2-е - 2005 : 9-е - 2010 : 4-е |